# 格拉迪奥行动
格拉迪奥行动（英語：Operation Gladio），又称短剑行动，是西方集团及后来北约进行后方抵抗秘密行动的代号，旨在应对华沙条约组织入侵和征服欧洲的军事行动。 尽管格拉迪奥本身专门指代北约的意大利分支机构，但“格拉迪奥行动”被用作所有组织的非正式名称。许多北约成员国和一些中立国家都有类似行动展开。它还有另一个名称叫作“短剑行动”，英文念Operation Gladio，其中“Gladio”一词源自拉丁语，指称古罗马军团的制式装备——短剑。
1. ↑  . 环球网.   [2024-12-03]. （原始内容存档于2025-02-19） （中文（中国大陆））.